# Syrgátis
Syrgátis är ett periodiskt vattendrag i Cypern.   Det ligger i distriktet Eparchía Lárnakas, i den östra delen av landet, 30 km söder om huvudstaden Nicosia. Syrgátis ligger på ön Cypern.